# Jabłuniw (przystanek kolejowy)
Jabłuniw (ukr. Яблунів, ros. Яблоново) – przystanek kolejowy w miejscowości Wołowiec, w rejonie wołowieckim, w obwodzie zakarpackim, na Ukrainie. Leży na linii Lwów – Stryj – Batiowo – Czop. Nazwa pochodzi od dzielnicy Wołowca (dawnej wsi) Jabłunewo (ukr. Яблунево).
Przystanek istniał przed II wojną światową.